# Musica enchiriadis
Musica enchiriadis – anonimowy traktat pochodzący z IX wieku. Jest pierwszym zachowanym przykładem prób sformułowania systemu reguł dotyczących polifonii w średniowiecznej muzyce europejskiej. Dawniej traktat ten przypisywano błędnie Hucbaldowi – taką informację można wciąż odnaleźć w wielu polskich podręcznikach. Wśród domniemanych autorów wymieniany jest także Odo z Cluny (879–942) oraz Otger z St. Amand (działający ok. 924–52). 
Traktat ten, wraz z towarzyszącym mu komentarzem – Scolica enchiriadis, był szeroko rozpowszechniony w średniowiecznej Europie, w odpisach zazwyczaj łączony z traktatem Boecjusza De Institutione Musica. Składa się z dziewiętnastu rozdziałów. Pierwszych dziewięć poświęconych jest notacji, skalom modalnym i chorałowi. Rozdziały 10-18 są szczegółowym omówieniem muzyki polifonicznej. Autor wskazuje na konsonanse, które powinny być wykorzystywane w komponowaniu lub improwizowaniu polifonii wczesnośredniowiecznej; wskazane są interwały kwarty, kwinty, oktawy, rzadziej tercji i seksty. W tekście pojawiają się także przykłady wczesnego stylu organalnego w fakturze nota contra notam oraz wskazówki dotyczące nadawania odpowiedniego charakteru wykonywanym utworom. Rozdział 19 relacjonuje mit orficki. 

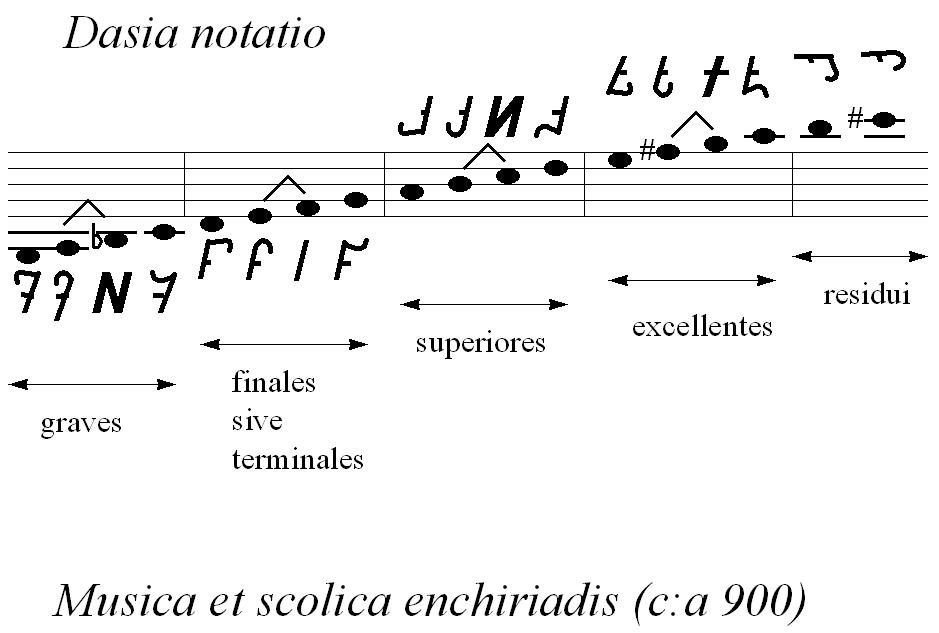
Notacja dazjalna (notacja dasjańska, dasia notatio) użyta w Musica enchiriadis. Skala stanowi cztery tetrachordy. Symbole oznaczające poszczególne nuty są obracane lub odbijane dla określenia tetrachordu. Współczesna transkrypcja znajduje się na liniach.

Skala użyta w traktacie oparta jest na tetrachordach i zdaje się stworzona na potrzeby dzieła, a nie oparta na ówczesnej praktyce. Zastosowana jest także rzadka metoda notacji – tzw. notacja dazjalna (notacja dasjańska, dasia notatio). Krytyczne wydanie traktatu zostało opublikowane w 1981 roku.